# Karl-Heinz Danielowski
Karl-Heinz Danielowski (n. 31 martie 1940, Sülldorf⁠(d), Saxonia-Anhalt, Germania) este un timonier ce a reprezentat Republica Democrată Germană, medaliat olimpic. A participat la 3 ediții ale Jocurilor Olimpice (1964, 1968, 1976) în care a câștigat o medalie de aur.